# Тіазид

Бензотіадіазин, вихідна структура цього класу молекул

Тіазиди відносяться як до класу сірковмісних органічних молекул , так і до класу діуретиків, заснованих на хімічній структурі бензотіадіазину.  Клас тіазидних препаратів був відкритий і розроблений у компанії Merck and Co. у 1950-х роках.  Перший схвалений препарат цього класу, хлоротіазид, продавався під торговою назвою Diuril починаючи з 1958 року.  У більшості країн тіазиди є найдешевшими антигіпертензивними препаратами. 
Тіазидні органічні молекули є біциклічними структурами, які містять сусідні атоми сірки та азоту на одному кільці.  Іноді виникає плутанина, оскільки тіазидоподібні діуретики, такі як індапамід, називаються тіазидами, незважаючи на те, що вони не мають тіазидної хімічної структури.  При такому використанні «тіазид» означає препарат, який діє на тіазидний рецептор.  Тіазидний рецептор є транспортером хлориду натрію, який "витягує" NaCl з просвіту дистального звивистого канальця назад у кров. Тіазидні діуретики пригнічують цей рецептор, змушуючи організм вивільняти NaCl і воду в просвіт канальця, тим самим збільшуючи кількість сечі, що утворюється щодня.  Прикладом молекули, яка хімічно є тіазидом, але не використовується як діуретик, є метилхлорізотіазолінон, який часто зустрічається як протимікробний засіб у косметиці. 

## Медичне використання
Тіазидні діуретики в основному використовуються для лікування гіпертензії (високого кров'яного тиску) і набряків (водянка), спричинених затримкою води, а також певних станів, пов'язаних із незбалансованим метаболізмом кальцію.

### Водний баланс

#### Гіпертензія
Існує багато причин артеріальної гіпертензії (високого кров'яного тиску), включаючи похилий вік, куріння та ожиріння.  Іноді основну причину артеріальної гіпертензії неможливо визначити, що призводить до діагностики ідіопатичної гіпертензії. Незалежно від причини, хтось може мати дуже високу гіпертензію без будь-яких початкових симптомів. Неконтрольована гіпертензія з часом призводить до пошкодження серця, нирок і очей. Зміна способу життя, включаючи зменшення солі в їжі, збільшення фізичних вправ і втрата ваги, можуть допомогти знизити артеріальний тиск. 
Тіазиди та тіазидоподібні діуретики постійно використовуються з моменту їх появи в 1958 році. Десятиліття наріжним каменем лікування гіпертензії показують, наскільки ефективні ці препарати для більшості пацієнтів.  Низькі дози тіазидів добре переносяться, як і інші класи препаратів для лікування гіпертензії, включаючи інгібітори АПФ, бета-блокатори та блокатори кальцієвих каналів.  Загалом тіазиди та тіазидоподібні діуретики знижують ризик смерті, інсульту, серцевого нападу та серцевої недостатності внаслідок гіпертензії. 
Рекомендації клінічної практики щодо використання тіазидів відрізняються залежно від географічного регіону. У Сполучених Штатах рекомендують тіазиди як препарат першої лінії для лікування гіпертонії.  У систематичному огляді, проведеному Кокранівським співробітництвом, спеціально рекомендовано використовувати низькі дози тіазидів як початкову фармакологічну терапію високого кров’яного тиску.  Низькі дози тіазидів ефективніші при лікуванні гіпертензії, ніж бета-блокатори, і подібні до інгібіторів АПФ .  Тіазиди рекомендовані для лікування гіпертонії в Європі (ESC/ESH).  Тіазиди слід розглядати як початкове лікування, якщо у пацієнта високий ризик розвитку серцевої недостатності.  В Австралії тіазиди були замінені інгібіторами АПФ через зв’язок між використанням таїзидів та підвищеним ризиком розвитку цукрового діабету 2-го типу . 
| Тип препарату            | Загальна назва препарату | Порогова доза (мг/день) |
| ------------------------ | ------------------------ | ----------------------- |
| Тіазидний діуретик       | Хлоротіазид              | {\displaystyle <} 500   |
| Тіазидний діуретик       | Гідрохлортіазид          | {\displaystyle <} 50    |
| Тіазидний діуретик       | Бендрофлуметіазид        | {\displaystyle <} 5     |
| Тіазидний діуретик       | Метиклотіазид            | {\displaystyle <} 5     |
| Тіазидний діуретик       | Трихлорметіазид          | {\displaystyle <} 2     |
| Тіазидоподібний діуретик | Хлорталідон              | {\displaystyle <} 50    |
| Тіазидоподібний діуретик | Індапамід                | {\displaystyle <} 5     |

#### Нецукровий діабет
Тіазиди можна використовувати для парадоксального зменшення потоку сечі у людей з нефрогенним нецукровим діабетом.  Тіазиди також можуть бути корисними для лікування гіпонатріємії (низький рівень натрію в крові) у немовлят із центральним нецукровим діабетом. 

### Баланс кальцію

#### Сечові камені
Тіазиди корисні для лікування каменів у нирках і сечовому міхурі, які є результатом гіперкальціурії (високий рівень кальцію в сечі). Тіазиди збільшують поглинання кальцію дистальними канальцями, помірно знижуючи вміст кальцію в сечі. Тіазиди в поєднанні з цитратом калію, збільшенням споживання води та зменшенням споживання оксалатів і натрію можуть уповільнити або навіть повернути назад утворення кальцієвмісних каменів у нирках.  Високі дози тіазидоподібного діуретика індапаміду можна використовувати для лікування ідіопатичної гіперкальцинурії (підвищений вміст кальцію в сечі з невідомої причини). 

#### Остеопороз
Гіпокальціємія (низький рівень кальцію в крові) може бути спричинена різноманітними станами, які знижують всмоктування кальцію з їжі та/або збільшують виведення кальцію. Позитивний баланс кальцію виникає, коли виведення кальцію знижується, а споживання залишається постійним.  Більші рівні утримуваного кальцію пов'язані зі збільшенням мінеральної щільності кісток і меншою кількістю переломів у людей з остеопорозом.  За допомогою недостатньо вивченого механізму тіазиди безпосередньо стимулюють диференціювання остеобластів і утворення мінеральних речовин у кістці, ще більше сповільнюючи перебіг остеопорозу. 

#### Хвороба Дента
Тіазиди можна використовувати для лікування симптомів хвороби Дента, Х-зчепленого генетичного захворювання, яке призводить до електролітного дисбалансу з повторюваними епізодами утворення каменів у нирках. Випадок двох братів із захворюванням: два роки лікування гідрохлоротіазидом зменшили частоту утворення каменів у нирках і покращили функцію нирок.  Тіазидоподібний діуретик хлорталідон знижував оксалат кальцію в сечі у семи з восьми чоловіків з інактивованим геном CLCN5, які брали участь у дослідженні.  Інактивація гена CLCN5 викликає хворобу Дента типу 1.  Рідкісна природа хвороби Дента ускладнює координацію великих контрольованих досліджень, тому більшість доказів для використання тіазидів є надто малою кількістю пацієнтів, щоб можна було дати широкі рекомендації.  Тривале застосування тіазидів може бути недоцільним через ризик серйозних побічних ефектів.

### Інше використання
Інтоксикацію бромом можна лікувати шляхом внутрішньовенного введення фізіологічного розчину з тіазидними або петлевими діуретиками . 

## Протипоказання
До протипоказань відносяться:
- Гіпотонія
- Алергія на сірковмісні препарати
- Подагра
- Ниркова недостатність
- Терапія літієм
- Гіпокаліємія
- Може погіршити діабет

Тіазиди знижують кліренс сечової кислоти, оскільки вони конкурують за його транспортер, і тому підвищують рівень сечової кислоти в крові. Тому їх з обережністю призначають хворим на подагру або гіперурикемію.  
Хронічне застосування тіазидів пов'язане з підвищенням резистентності до інсуліну, що може призвести до гіперглікемії. 
Тіазиди викликають втрату калію в крові, зберігаючи кальцій у крові.
Тіазиди можуть зменшувати кровообіг у плаценті та негативно впливати на плід, тому їх слід уникати під час вагітності.  

## Несприятливі ефекти

Огляд функції нефрону та дії тіазидних діуретиків.

- Огляд функції нефрону та дії тіазидних діуретиків. Гіпокаліємія – тіазидні діуретики знижують концентрацію калію в крові за допомогою двох непрямих механізмів: інгібування симпортера хлориду натрію в дистальному звивистому канальці нефрону та стимуляція альдостерону, який активує Na+/K+-АТФазу в збірній протоці. Інгібування симпортера хлориду натрію підвищує доступність натрію та хлориду в сечі. Коли сеча досягає збірної протоки, збільшення доступності натрію та хлориду активує Na+/K+-АТФазу, що збільшує поглинання натрію та виділення калію з сечею. Тривале застосування тіазидних діуретиків зменшує загальний об’єм крові. Це активує ренін-ангіотензинову систему, стимулює секрецію альдостерону, таким чином активуючи Na+/K+-АТФазу, збільшуючи виділення калію з сечею. [30] Тому для запобігання гіпокаліємії використовується комбінація інгібітора АПФ і тіазиду.
- Гіперглікемія
- Гіперліпідемія
- Гіперурикемія
- Гіперкальціємія
- Гіпонатріємія
  - Згідно з ретроспективним дослідженням 2025 року, пацієнти, які мають ранню гіпонатріємію після початку прийому тіазидних діуретиків, мають вищий ризик смертності порівняно з тими, у кого стабільний рівень натрію. [31] Дослідники також виявили, що ці пацієнти зіткнулися з підвищеною ймовірністю таких ускладнень, як сепсис, пневмонія, інфекції сечовивідних шляхів, целюліт, інфаркт міокарда, інсульт, застійна серцева недостатність, атаксія та переломи стегна . [32]
- Гіпомагніємія
- Гіпокальціурія
- Метаболічний алкалоз

## Механізм дії

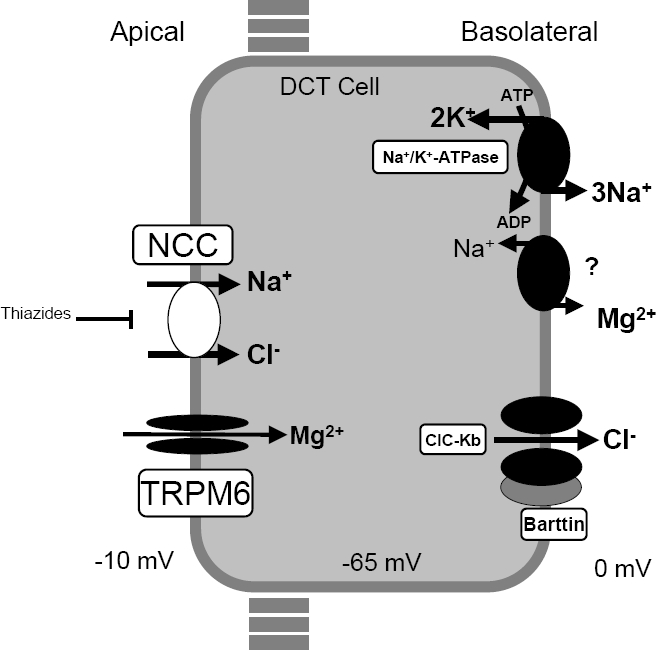
Ілюстрація механізму дії тіазидних діуретиків у дистальному звивистому канальці нефронів.

Тіазидні діуретики частково контролюють артеріальну гіпертензію шляхом пригнічення реабсорбції іонів натрію (Na+) і хлориду (Cl-) із дистальних звивистих канальців у нирках шляхом блокування чутливого до тіазиду симпортера Na+ -Cl-.  Термін «тіазид» також часто використовується для препаратів подібної дії, які не мають хімічної структури тіазиду, таких як хлорталідон, метолазон та індапамід . Ці засоби правильніше називати тіазидоподібними діуретиками.
Тіазидні діуретики також посилюють реабсорбцію кальцію в дистальних канальцях. Знижуючи концентрацію натрію в епітеліальних клітинах канальців, тіазиди опосередковано збільшують активність базолатерального Na+/Ca2+ антипортера для підтримки внутрішньоклітинного рівня Na+, сприяючи виходу Ca2+ з епітеліальних клітин у нирковий інтерстицій. Таким чином, внутрішньоклітинна концентрація Ca 2+ знижується, що дозволяє більшій кількості Ca2+ з просвіту канальців проникати в епітеліальні клітини через апікальні Ca2+ -селективні канали (TRPV5). Іншими словами, менша кількість Ca2+ у клітині збільшує рушійну силу для реабсорбції з просвіту. 
Також вважається, що тіазиди посилюють реабсорбцію Ca2+ за допомогою механізму, що включає реабсорбцію натрію та кальцію в проксимальному канальці у відповідь на дефіцит натрію. Частково ця відповідь зумовлена посиленням дії паратгормону. 

## Грудне вигодовування
Тіазиди проникають у грудне молоко і можуть зменшити потік грудного молока.  Тіазиди були пов’язані зі значними побічними ефектами у деяких немовлят, тому їх слід з обережністю призначати жінкам-годівницям. 

## Історія
Тіазидні діуретики були розроблені вченими Карлом Х. Бейєром, Джеймсом М. Спрагом, Джоном Е. Бером і Фредеріком К. Новелло з компанії Merck and Co. у 1950-х роках  і призвели до продажу першого препарату цього класу, хлоротіазиду, під торговою назвою Diuril у 1958 році.  Дослідження, що призвели до відкриття хлоротіазиду, що призвело до «врятування незліченних тисяч життів і полегшення страждань мільйонів жертв гіпертонії», було відзначено спеціальною премією громадської охорони здоров’я від Фонду Ласкера в 1975 році. 

## Допінг у спорті
Тіазидні діуретики вважаються забороненими речовинами у спорті, оскільки вони можуть використовуватися як маскувальні агенти для приховування застосування інших заборонених речовин. Їх застосування може призвести до зневоднення та втрати електролітів, що негативно впливає на фізичну працездатність спортсменів  .
Діуретики, включаючи тіазидні, заборонені Всесвітнім антидопінговим агентством (ВАДА) як речовини, які можуть бути використані для маскування інших заборонених речовин. Тому їх використання у спорті вважається допінгом і може призвести до дискваліфікації спортсменів.
Однак, спортсмени можуть використовувати заборонені речовини, включаючи діуретики, за умови отримання дозволу від антидопінгової організації для терапевтичних цілей.
У 2023 році українська важкоатлетка Аліна Марущак була тимчасово відсторонена від змагань після того, як у неї виявили діуретик гідрохлортіазид під час позазмагального тесту.  Також у 2020 році Наталія Крол, українська бігунка на середні дистанції, була дискваліфікована на 20 місяців за позитивний тест на гідрохлортіазид. У її випадку було прийнято до уваги те, що діуретик був прийнятий за призначенням лікаря. 